# Lycodapus derjugini
'Lycodapus derjugini' es una especie de peces de la familia de los Zoarcidae en el orden de los perciformes.

## Morfología
- Los machos pueden llegar a alcanzar los 12,3 cm de longitud total.[1][2]

## Hábitat
Es un pez de mar y de aguas profundas que vive entre 54-1220 m de profundidad.

## Distribución geográfica
Se encuentra al oeste del Mar de Bering. 

## Observaciones
Es inofensivo para los humanos. 